# Marivaudage
Als Marivaudage bezeichnete man literaturwissenschaftlich bis ins 19. Jahrhundert einen „gezierten, geschraubten und antithetisch zugespitzten“ Schreibstil. Diese Art des Ausdrucks geht auf den französischen Schriftsteller Pierre Carlet de Marivaux (1688–1763) zurück.
Schon zu Lebzeiten Marivaux’ wurden seine Sprache und psychologischen Analysen von seinen Rezensenten (nicht vom Publikum) abwertend als marivaudage abgetan. Noch 1786 tadelte der Literat La Harpe in Lycée (Bd. I, vol. V, Teil 5), Marivaux’ Stil als „le mélange le plus bizarre de métaphysique subtile et de locutions triviales, de sentiments alambiqués et de dictons populaires“. Wie die erste Préciosité wurde auch diese „nouvelle préciosité“ zwischen 1720 und 1730, deren produktivster Vertreter Marivaux war, zunächst in einem dictionnaire néologique von Desfontaines, 1726, ridikulisiert. Im Zuge der Aufwertung der Rokokoliteratur wurde Marivaux und das marivaudage zumindest als witzige Tändelei geschätzt. Wie der Marivaux-Forscher Frédéric Deloffre nachgewiesen hat, war das marivaudage mehr: ein radikal neuer Stil, der angesichts der ebenfalls neu erkannten Unzulänglichkeit der Sprache suggestiv wirken wollte und analytische Kraft besaß.